# Claudio Arbiza
Jorge Claudio Arbiza Zanuttini (Montevideo, 3 marzo 1967) è un ex calciatore uruguaiano, di ruolo portiere. Ha vinto la Copa América 1995 con la nazionale di calcio uruguaiana.

## Carriera

### Club
Debutta nel 1987 con il Defensor Sporting Club, vince due titoli, nel 1987 e nel 1991.
Nel 1995 passa all'Olimpia di Asunción in Paraguay, dove vince il titolo.
Passato al Colo-Colo nel 1996, vince altri due campionati nazionali; nel 2000 torna in Uruguay per giocare con il Nacional, dove dopo altri due titoli si ritira nel 2004.

### Nazionale
Ha giocato 6 volte con la nazionale di calcio dell'Uruguay tra il 1994 e il 1996 vincendo la Copa América 1995 senza giocare un solo minuto, chiuso dal titolare Fernando Alvez.

## Palmarès

### Club

#### Competizioni nazionali
- Campionato uruguaiano: 4

Defensor Sporting: 1987, 1991
Nacional: 2001, 2002
- Campionato paraguaiano: 1

Olimpia: 1995
- Campionato cileno: 3

Colo Colo: 1996, Clausura 1997, 1998

### Nazionale
- Coppa America: 1

Uruguay 1995